# Anastasija Wołoczkowa
Anastasija Jurjewna Wołoczkowa (ros. Анастасия Юрьевна Волочкова, ur. 20 stycznia 1976 w Leningradzie) – rosyjska balerina.
Jej ojciec był mistrzem Związku Radzieckiego w tenisie stołowym i trenerem lekkoatletycznym, zatrudnionym w szkole sportowej; matka – licencjonowanym przewodnikiem po Petersburgu.
Uczęszczała do Akademii Agrypiny Waganowej, gdzie pobierała lekcje baletu u Natalii Dudinskiej. Następnie związała się z baletem Teatru Maryjskiego, z którym wygrała Międzynarodowy Konkurs im. Sergiusza Lifara w Kijowie w 1996.
W 1998 rozpoczęła występy w Teatrze Wielkim w Moskwie, który została zmuszona opuścić w 2000, aczkolwiek rok później powróciła na scenę. W 2001 pracowała z Derkiem Deanem i Alberto Alonso w English National Ballet. W następnym roku zdobyła Prix Benois de la Danse. We wrześniu 2003 została zwolniona z Teatru Bolszoj. Dyrektor uznał, że waga tancerki przekroczyła możliwości podnoszenia jej w tańcu przez partnerów. W listopadzie 2003 wygrała w sądzie sprawę o jej ponowne przyjęcie do pracy. Sąd orzekł, że decyzja dyrektora była nieuzasadniona i nakazał wypłacić tancerce odszkodowanie wysokości prawie sześciu i pół tysiąca dolarów. Za ponownym przyjęciem baleriny do pracy opowiedział się też rosyjski minister pracy Aleksandr Poczinok, który zarzucił dyrekcji teatru złamanie prawa pracy. Anastasija ma 169 cm wzrostu i waży niewiele ponad 50 kilogramów. W toczącej się w Rosji publicznej debacie na temat baleriny można usłyszeć głosy, że rzeczywistym powodem usunięcia jej z pracy nie była jej nadmierna waga, ale jej podeszły (jak na wykonywany zawód) wiek.
W marcu 2009 startowała w wyborach samorządowych ubiegając się o stanowisko prezydenta Soczi. Jej kandydatura została jednak w ostatniej chwili wycofana z uwagi na niedopełnienie wymogów formalnych. Była żoną biznesmena Igora Wdowina (2007-2008), ma córkę Ariadnę (2005). Swój prywatny czas dzieli między Moskwę i Petersburg.